# (26120) 1991 VZ2
1991 في زد 2 (ويعرف أيضًا باسم (26120) 1991 في زد 2 وفق تسمية الكوكب الصغير) (بالإنجليزية: 1991 VZ2)‏ هو كويكب ضمن حزام الكويكبات؛ وترتيبه 26120 من حيث الاكتشاف.
اكتُشف هذا الجُرم الفلكي بواسطة Atsushi Sugie ‏ في 5 نوفمبر 1991.

## وصلات خارجية
- (26120) 1991 VZ2 في قاعدة بيانات مختبر الدفع النفاث لأجرام النظام الشمسي الصغيرة

- الاكتشاف · مخطط المدار ·  العناصر المدارية · المعلمات المادية

- (26120) 1991 VZ2 على موقع ويكي سكاي: DSS2, SDSS, GALEX, IRAS, Hydrogen α, X-Ray, Astrophoto, Sky Map, Articles and images